# 白土舎
白土舎（はくとしゃ）は、1992年から2010年まで名古屋市中区錦で開設されていた現代美術ギャラリー。
大阪フォルム画廊とギャラリーユマニテでの勤務を経た土崎正彦が1992年に名古屋市中区錦に開廊。奈良美智を発掘し売り出すなど現代の日本アーティストの展覧会を多数開催すると共に、戦後美術のメモランダムシリーズという展覧会等を通じて戦後美術の発掘・紹介にも努めた。

## 所属アーティスト
- 藤城凡子
- 鷲見麿
- 松井紫朗
- 岩城直美
- チャールズ・ウォーゼン
- 坂本夏子
- 奈良美智
- 設楽知昭
- 森北伸
- 高橋信行
- 生川晴子
- 竹田大助
- 星野眞吾
- 難波田龍起
- オノサト・トシノブ
- 藤松博
- 泉茂
- 佐野繁次郎